# Хитаров, Николай Иванович
Николай Иванович Хитаров (16 октября 1903 года, Пятигорск, Российская империя — 5 февраля 1985 года, Москва, СССР) — советский геолог и геохимик, член-корреспондент АН СССР (1964), лауреат премии АН СССР имени А. Е. Ферсмана (1970), золотой медали АН СССР имени В. И. Вернадского (1978)

## Биография
Родился 3 (16) октября 1903 года в городе Пятигорск.
В 1930 году окончил Ленинградский политехнический институт.
С 1929 по 1953 годы работал во Всесоюзном научно-исследовательском геологическом институте (ВСЕГЕИ).
В 1941—1944 годах — начальник отдела металлов Всесоюзной комиссии по запасам минерального сырья.
С 1953 года — заведующий лабораторией магматогенных процессов в Институте геохимии и аналитической химии имени Вернадского АН СССР.
В 1961 году защитил докторскую диссертацию по теме «Вопросы эндогенных процессов в свете эксперименальных данных»
Николай Иванович Хитаров скончался 5 февраля 1985 года в городе Москва.

## Награды
- награждён орденом Ленина, двумя орденами Трудового Красного Знамени, пятью медалями, в том числе: «За доблестный труд в Великой Отечественной войне», «За оборону Ленинграда». Лауреат премии им. В.И. Вернадского (1960).
- 1970 — Премия имени А. Е. Ферсмана, за монографию «Цеолиты, их синтез и условия образования в природе» (совместно с Э. Э. Сендеровым)
- 1978 — Золотая медаль имени В. И. Вернадского, за цикл работ по геохимии эндогенных процессов

## Членство в организациях
- 1964 — Член-корреспондент АН СССР